# Kostel svatého Bartoloměje (Smolnica)
Kostel svatého Bartoloměje (polsky: Kościół św. Bartłomieja) je historický římskokatolický katolický kostel ve Smolnici, gmina Sośnicowice, okres Gliwice, Slezské vojvodství a náleží do děkanátu Gliwice-Ostropa, diecéze gliwické, je farním kostelem farnosti svatého Bartoloměje ve Smolnici. Dřevěný kostel je v seznamu kulturních památek Polska pod číslem 495/56 z 2. 11. 1956 a A/118/08 z 18. 2. 1969  a je součástí Stezky dřevěné architektury v Slezském vojvodství.

## Historie
První zmínka o farnosti pochází z roku 1376 a z roku 1447. Zmínky o filiálním kostele jsou z přelomu 16. a 17. století, kdy patřila pod farnost v Pilchowicích. Samostatnou farností je od roku 1948. Kostel byl postaven v roku 1600 nebo 1603 protestanty, i když na základě dendrochronologických výzkumů z roku 2008 vyplývá, že byl postaven v letech 1776–1777. Věž byla postavena ze stromů pokácených v letech 1571–1572, pravděpodobně byla samostatně stojící zvonicí, která byla později přistavena k lodi. Původní stavba pro malé rozměry byla označována jako kaple. Přestavba kostela proběhla na konci 17. nebo začátkem 18. století. K přestavbě v letech 1776–1777 bylo použito borovicové dřevo (stromy staré 50–130 let) a na krovy (střešní vazbu) bylo použito dřevo smrkové. Na věž bylo použito dubové dřevo, které bylo pokáceno v létě 1571 a na přelomu let 1571–1572. Duby měly stáří 70–130 let. Opravy kostela proběhly mimo jiné v roce 1903 (zvětšena sakristie), 1923 (oprava věže) 1943 (oprava střechy). Po výstavbě nového kostela v roce 1979 nevyužívaný dřevěný kostel chátral. Jeho generální opravy byly zahájeny až v roce 2007.

## Architektura
Jednolodní orientovaná dřevěná stavba roubené konstrukce na kamenné podezdívce. Věž na půdorysu čtverce má štenýřovou konstrukci je bedněná deskami. Střecha věže je jehlanová krytá šindelem. Ve věži se nachází jeden zvon z roku 1859. Další dva zvony byly rekvírovány. Loď má půdorys obdélníkový v západní části se nachází kruchta (přelom 17. a 18. století) na čtyřech sloupech. Východní část lodi je ukončena nižším trojbokou absidou s tříbokým stropem. V je lodi nižší strop s fasetami. Ke kostelu byla přistavěna na severní straně sakristie obdélníkového půdorysu. Střecha je sedlová krytá šindelem.

## Interiér
Původní vybavení kostela bylo přestěhováno do nového kostela postaveného v roce 1979. V původním novogotickém oltáři se nacházel tzv. Smolnický triptych, který byl namalován kolem roku 1600 na desce, a byl po druhé světové válce přemístěn do muzea v Ratiboři, část obrazu zmizel v roce 1950. Oltář zdobily sochy svaté Barbory a svaté Doroty z roku 1500 (možná 1470). V interiéru jsou dochovány lavice a varhany na hudebním kruchtě. V sakristii se nachází mimo jiné skříň datována do 17. století. Novodobý oltář byl přemalován v roce 1963. Jsou na něm obrazy: střední část Matka Boží s dítětem v kruhu andělů. Avers křídel zdobí postavy svatého Bartoloměje a svatého Jana Evangelisty na pozadí krajiny. Na reversu křídel se nacházejí malby Ecce Homo a Panna Marie Bolestná.

## Galerie

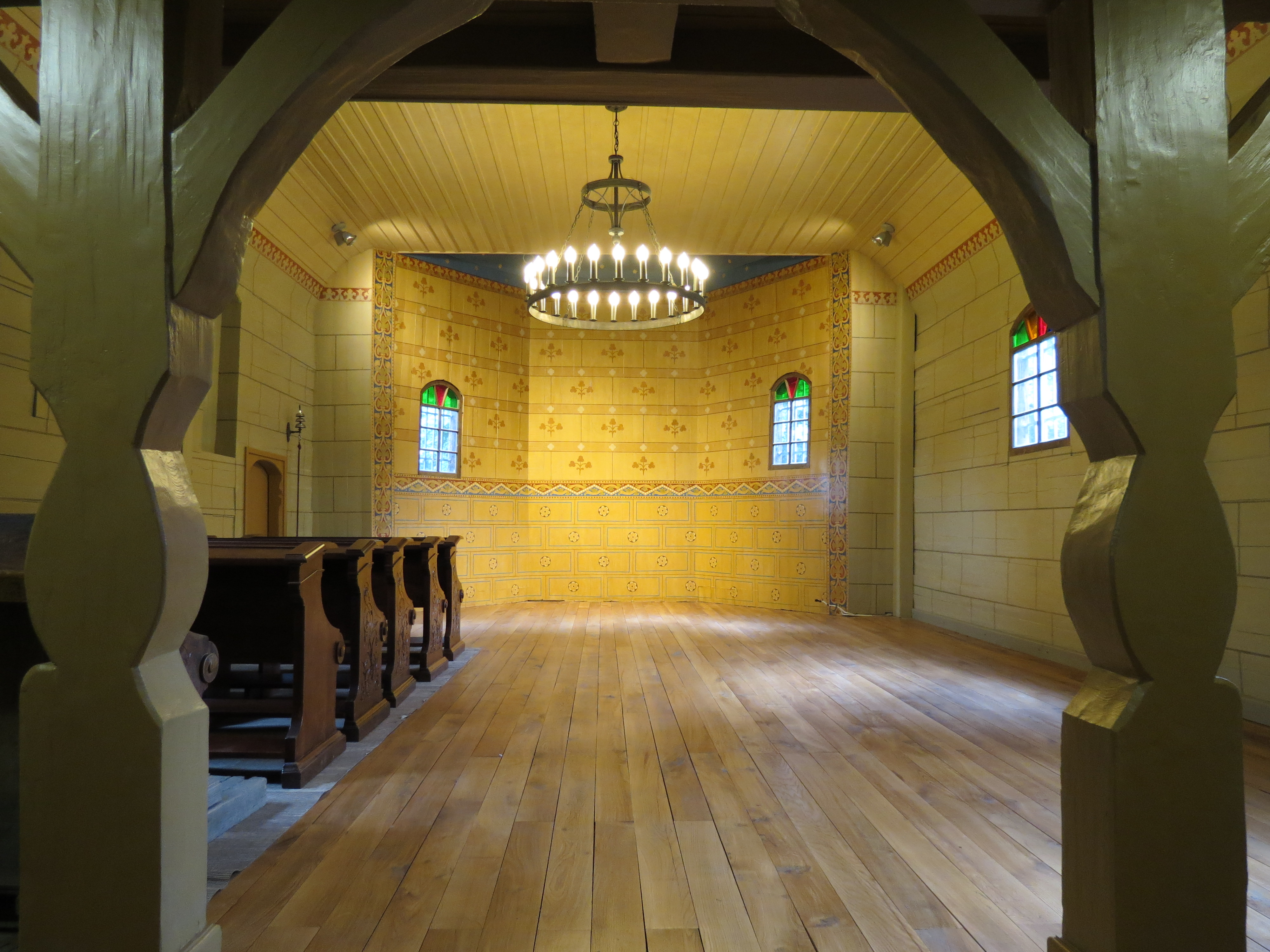
Pohled do lodi a kněžiště
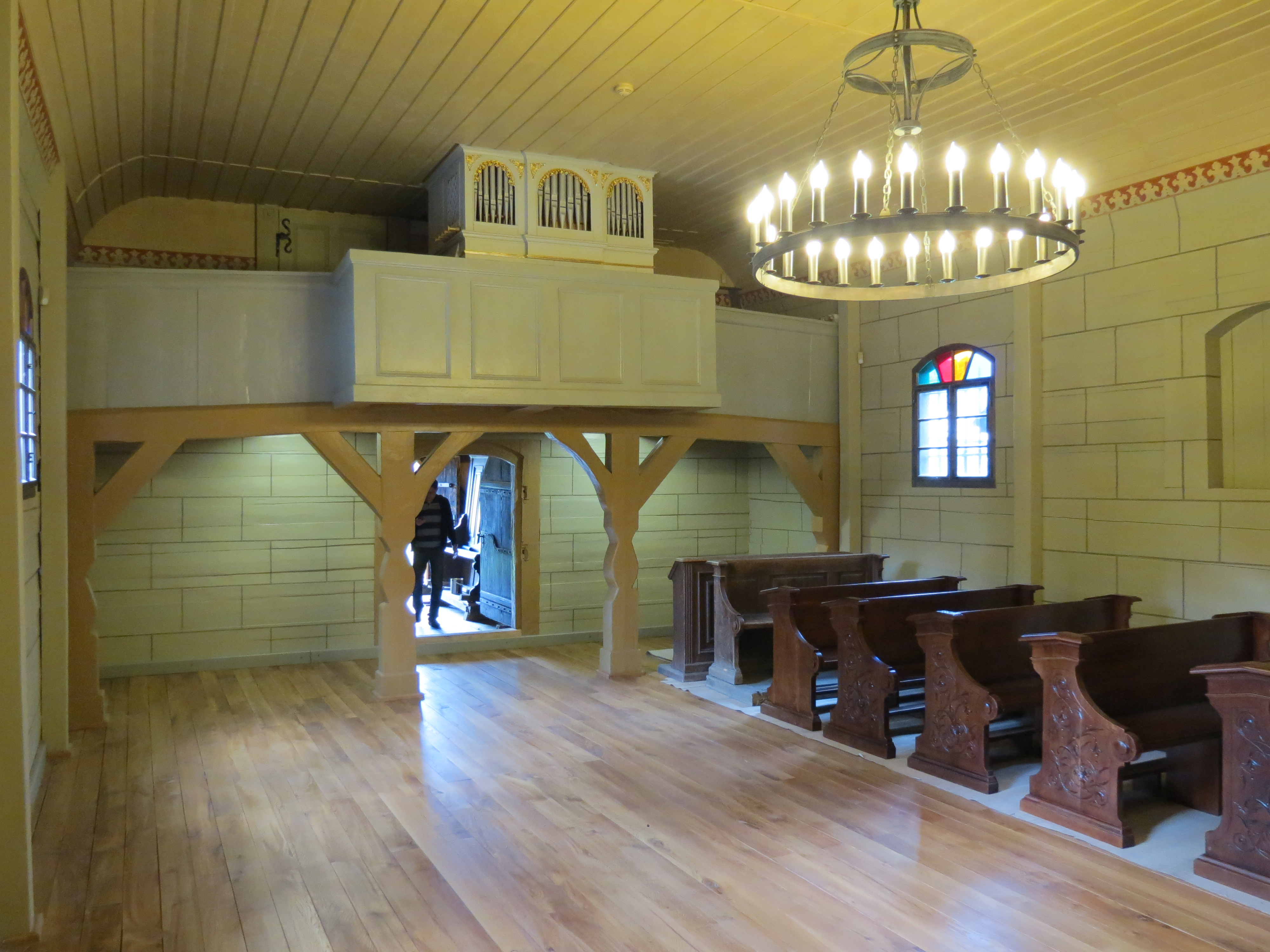
Hudební kruchta
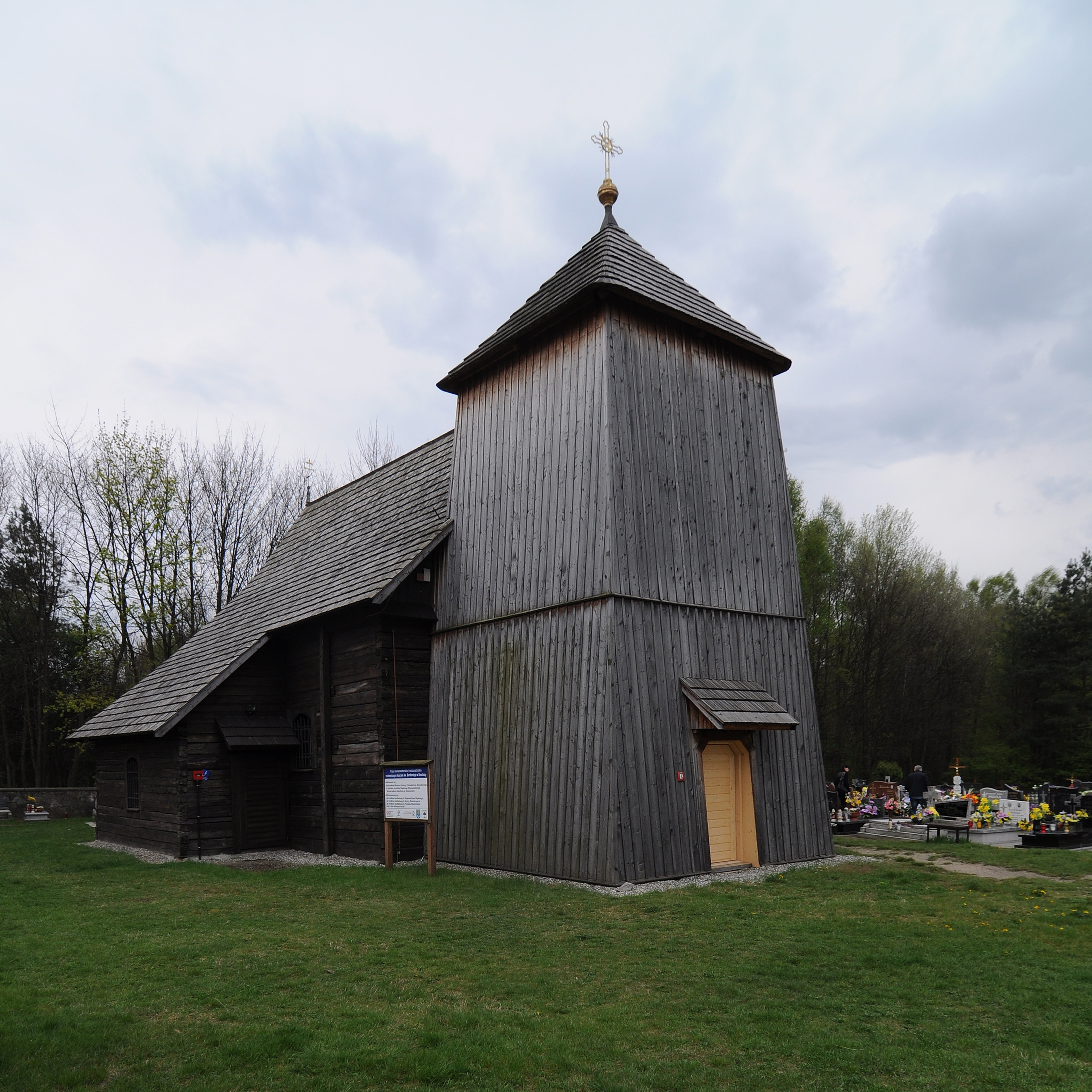
Západní strana kostela
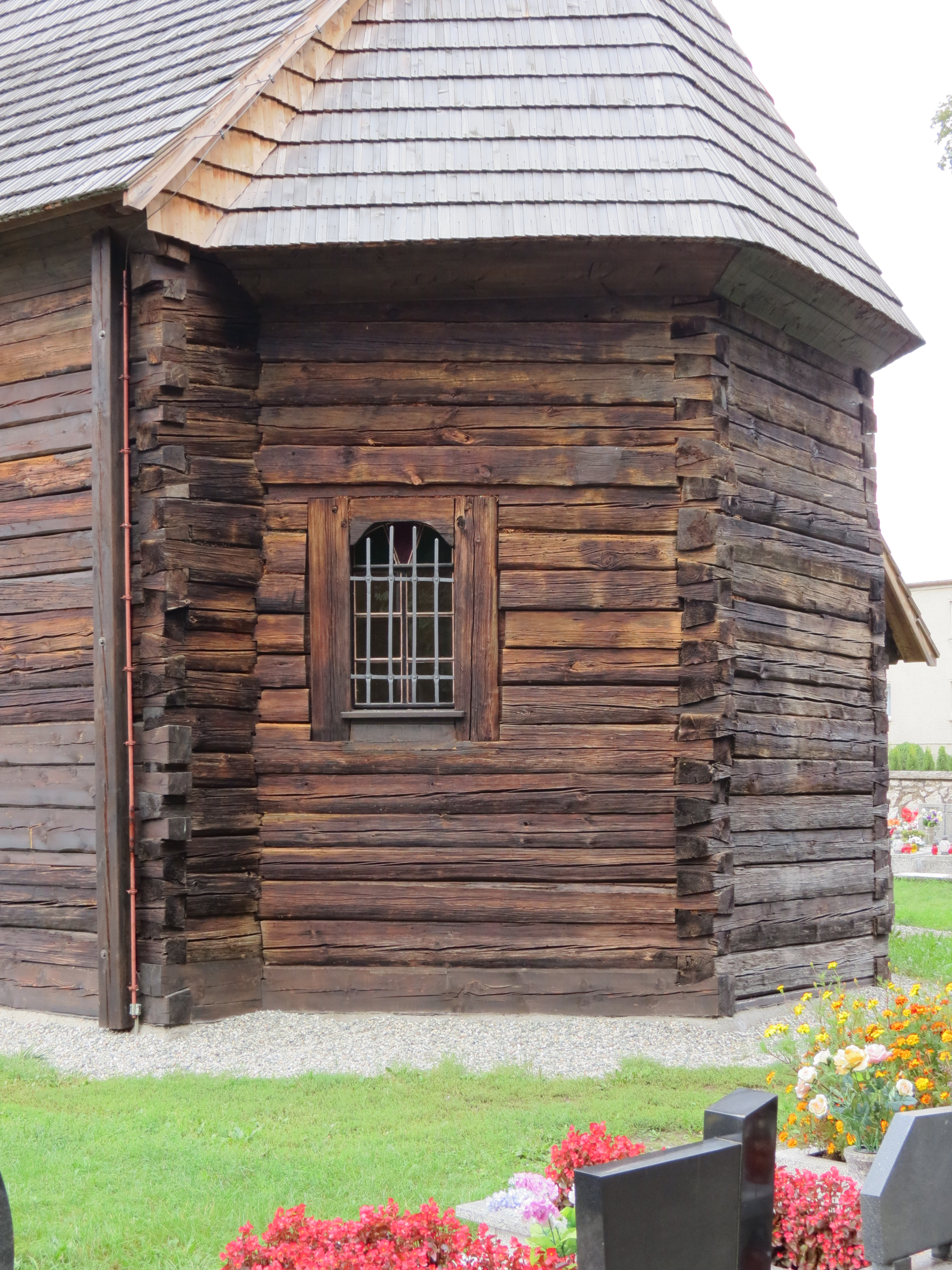
Jižní přístavek